# 描述统计学
描述統計（descriptive statistics），是统计学中，來描绘或总结观察量的基本情况的統計总称。其与統計推論相对应。

## 内容
- 研究者可以透過對數據資料的图像化处理，將資料摘要变為圖表，以直观了解整體資料分布的情況。通常會使用的工具是频数分布表與圖示法，如折线圖、直方圖、饼图、散点圖等。
- 研究者也可以透過分析數據資料，以了解各變量內的观察值集中與分散的情況。運用的工具有：集中量數（英语：measure of central tendency），如平均數、中位數、眾數、幾何平均數、調和平均數。與變異量數（英语：measure of dispersion），如全距、平均差、標準差、相對差、四分差。
  - 在推論統計中，測量樣本的集中量數與變異量數都是变量的不偏估計值，但是以平均數、變異數、標準差的有效性最高。
- 數據的次數分配情況，往往會呈現正態分布。為了表示測量數據與正態分布偏離的情況，會使用偏度、峰度這兩種統計數據。
- 為了解個別觀察值在整體中所佔的位置，會需要將觀察值轉換為相對量數，如百分等級、標準分數、四分位数等。

## 描述统计学的應用
描述統計学為測量樣本和有關的內容提供簡單的總結。這樣的總結可能是量化的，例如統計數據，或以簡單易懂的圖表來表示。這些摘要可以為統計分析數據的一部分的描述的基礎上形成一個更廣泛的內容。
例如，在籃球的投籃命中率是一個描述性統計分析，總結了一個球員或球隊的性能。
在商業世界中，描述统计学為證券回報提供有用的總結分析，因為它提供以往證券回報的行為以供參考。